# Affaire Jérôme Pernoo
 (février 2022).
Le texte peut changer fréquemment, n’est peut-être pas à jour et peut manquer de recul. 
Le titre et la description de l'acte concerné reposent sur la qualification juridique retenue lors de la rédaction de l'article et peuvent évoluer en même temps que celle-ci.
L'affaire Jérôme Pernoo est une affaire administrative et judiciaire qui oppose depuis mars 2021 Jérôme Pernoo, professeur de violoncelle au Conservatoire national supérieur de musique et de danse de Paris (CNSMDP), à la direction de l'établissement à la suite d'accusations de harcèlement sexuel et d'agressions sexuelles sur mineurs que le professeur a commis sur plusieurs de ses élèves.
À la suite de deux signalements pour des faits d’agression et de harcèlement sexuels, effectués par d’anciens élèves de Jérôme Pernoo en mars 2021, la directrice du Conservatoire national supérieur de musique et de danse de Paris, Émilie Delorme, alerte le procureur de la République comme la loi le prévoit.
Jérôme Pernoo est suspendu une première fois, à titre conservatoire, le temps qu'une enquête interne, confiée au groupe Égaé de la militante féministe Caroline De Haas, soit menée. À l'issue de l'enquête interne, il fait l’objet d’une exclusion temporaire pour une durée d’un an, prononcée le 7 septembre 2021, avant que le tribunal administratif ne suspende provisoirement cette sanction par jugement du 9 décembre, sans remettre en question les faits reprochés à Jérôme Pernoo ayant fondé cette décision.
Une seconde enquête interne est alors commandée par la direction du CNSMDP et Jérôme Pernoo est à nouveau suspendu à titre conservatoire, le temps que cette dernière soit menée.
Dans le contexte du mouvement MeToo, cette affaire a trouvé des échos dans les médias spécialisés dans la musique classique et généralistes, relayant notamment les contestations de l'enquête interne par les soutiens de Pernoo. Une enquête pénale est en cours. Deux victimes présumées, dont un mineur au moment des faits, ont en effet déposé plainte pour des agressions sexuelles à l'encontre du violoncelliste.
Son licenciement sans préavis ni indemnité est confirmé par le tribunal administratif le 2 novembre 2022.
Il est renvoyé devant un tribunal correctionnel pour agression sexuelle sur mineur et harcèlement sexuel et est condamné le 26 septembre 2023 à un an de prison avec sursis ainsi qu'à une interdiction d'enseigner à des mineurs pendant dix ans.

## Historique

### Signalements, enquête interne et enquête pénale

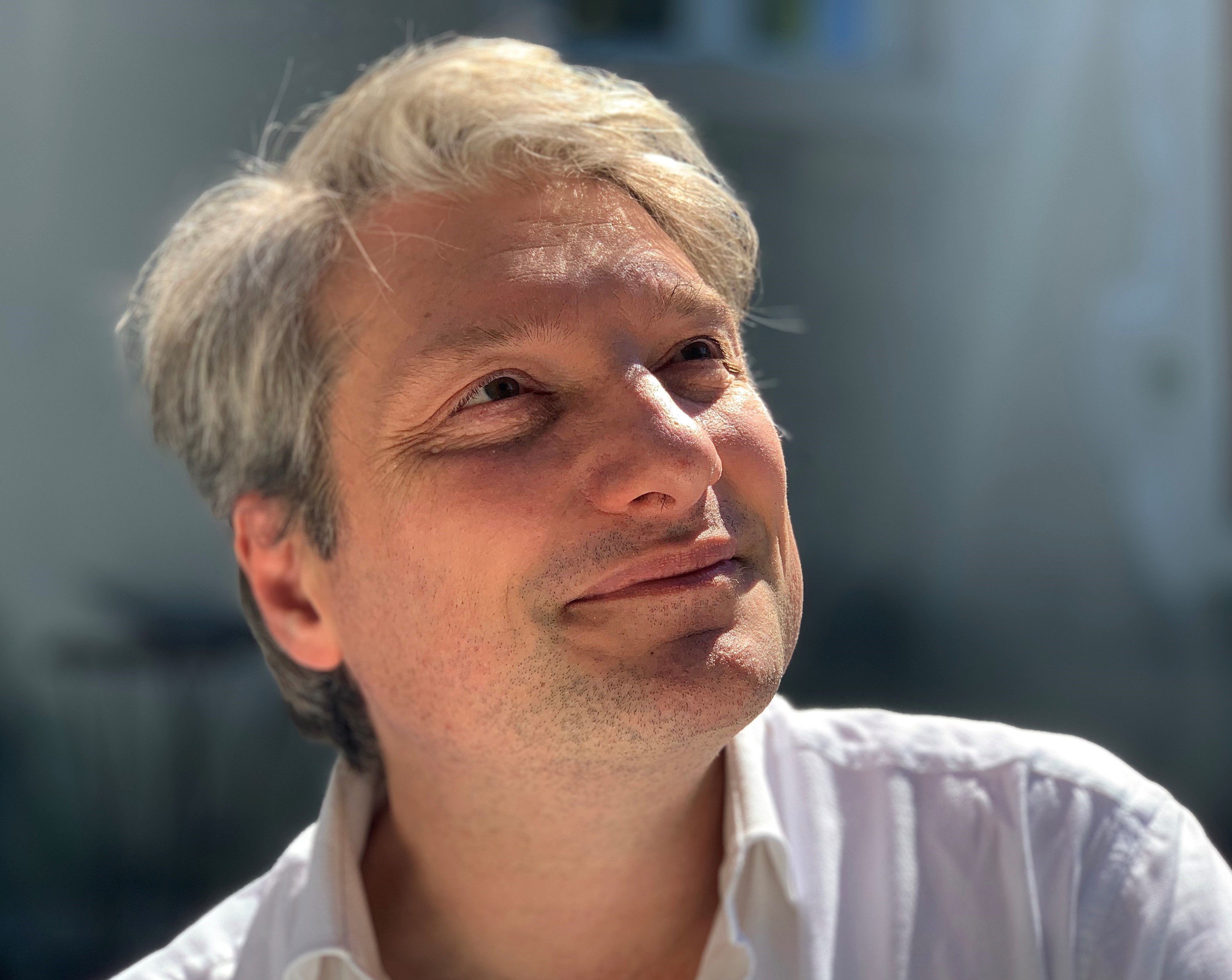
Jérôme Pernoo, violoncelliste, professeur au CNSMDP.

Au cours du mois de mars 2021, après avoir reçu plusieurs signalements par deux anciens élèves du violoncelliste Jérôme Pernoo, Émilie Delorme, la directrice du CNSMDP, déclenche une enquête interne et fait un signalement auprès du procureur de la République, comme la loi l’y oblige en vertu de l’article 40 du code de procédure pénale,,,. Le ou les signalements l’auraient avisée de « faits pouvant s'apparenter à du harcèlement et des agressions sexuelles, notamment sur mineurs. »
Pour le déroulement de l’enquête interne, le professeur est suspendu le 16 mars 2021 pour une durée maximale de quatre mois, comme le prévoit la loi. Une enquête préliminaire pour « agression sexuelle sur mineur », confiée à la Brigade des mineurs, est ouverte le 20 avril 2021. Cette enquête est en cours.[réf. nécessaire]

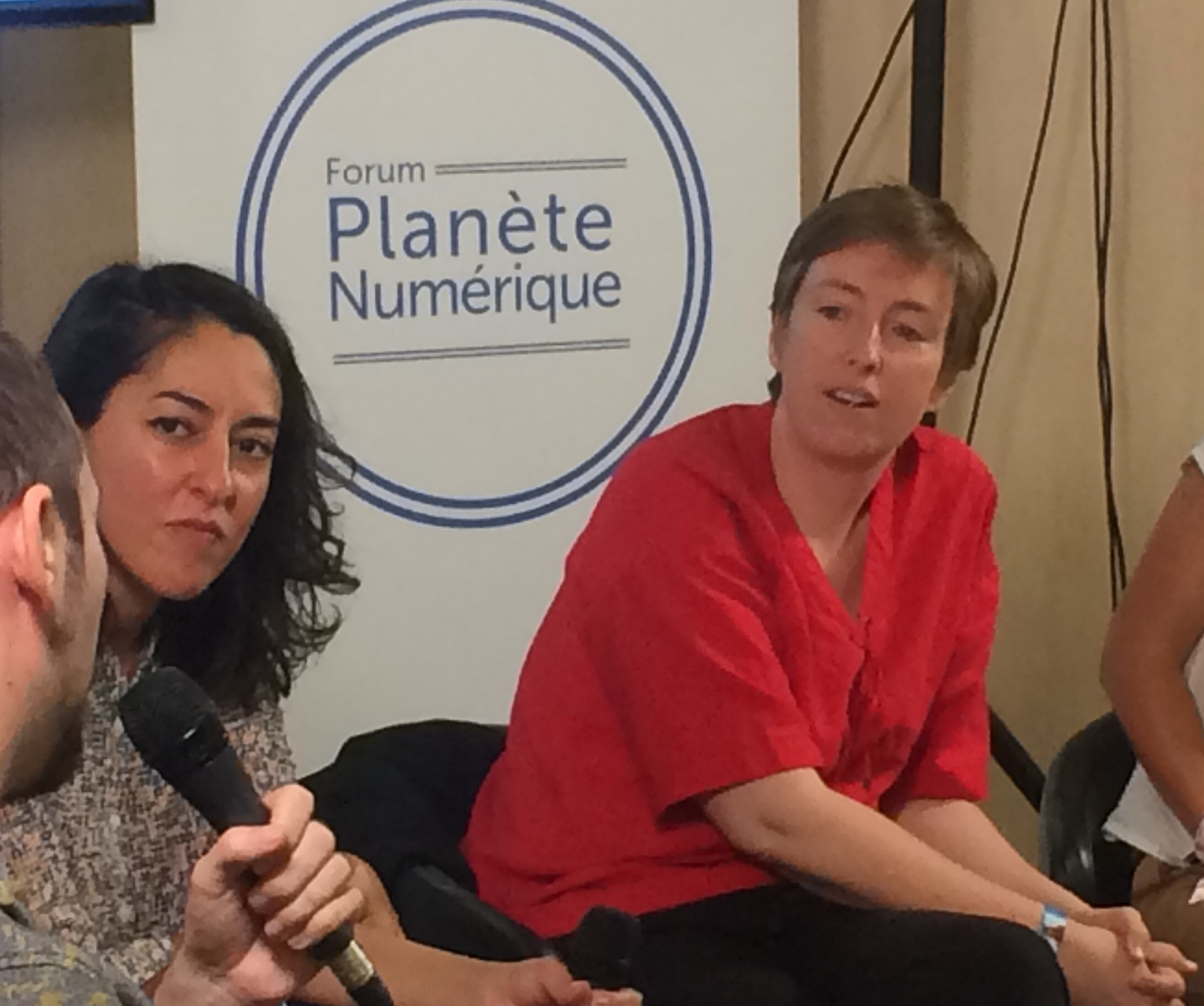
Caroline de Haas (en rouge) à la fête de l'Humanité en 2016 à La Courneuve.

L’enquête interne est clôturée le 20 avril 2021, et le rapport est remis à la directrice. Elle décide à sa lecture de renouveler la suspension à titre conservatoire de Jérôme Pernoo. Le 7 mai 2021, elle rédige un rapport disciplinaire pour saisir la commission consultative paritaire qui doit se prononcer sur le dossier. Le 8 juin 2021, alors que la procédure disciplinaire n’est pas terminée, paraît dans Mediapart un article d’Antoine Pecqueur intitulé le #MeeToo de la musique classique qui dévoile publiquement le nom de Jérôme Pernoo, tout en évoquant de nombreuses autres situations. Le 22 juin a lieu la commission consultative paritaire.
La manière dont l'enquête interne, le rapport final et la commission consultative paritaire ont été menés est sévèrement critiquée par Pernoo lui-même, plusieurs de ses élèves et une de ses collaboratrices. Ils sollicitent à plusieurs reprises la direction du CNSMDP pour lui exprimer leur mécontentement lors de réunions. Ils s'expriment aussi dans la presse, notamment auprès de la journaliste Peggy Sastre dans un article, paru dans Le Point en juin 2021, fortement critique envers Caroline de Haas qui fera valoir son droit de réponse. Les élèves et la collaboratrice de Pernoo estiment que les propos tenus lors des entretiens relatifs à l'enquête ont été détournés de leurs sens ou décontextualisés dans le rapport final dont ils remettent en cause l'impartialité,. Pour Le Figaro, le rapport contiendrait des « erreurs grossières » à charge. Le journal Marianne, qui publie également une enquête sur le sujet, indique et déplore également que le rapport a utilisé des propos de membres de la classe de Pernoo exprimant leur soutien pour leur professeur afin de démontrer l'ascendant que ce dernier a sur ces élèves.
Confrontée à ces critiques, Émilie Delorme déclare plusieurs fois que la direction du CNSMDP estime que l'enquête interne a été menée de façon impartiale,.

### Réintégration de Jérôme Pernoo, nouvelle suspension d'un an, plaintes pour agression sexuelle
Le 16 juillet 2021, l’expiration de la dernière mesure de suspension à titre conservatoire prise par le Conservatoire contraint la direction du Conservatoire à réintégrer Jérôme Pernoo. Le 2 septembre 2021, Jérôme Pernoo est convoqué pour un entretien préalable à une sanction disciplinaire, la directrice du Conservatoire lui précisant lors de cette convocation qu’elle envisage un « licenciement pour motifs disciplinaires sans préavis ni indemnités de licenciement »,.
Le 7 septembre 2021, Émilie Delorme décide de renoncer au « licenciement pour faute grave » qu’elle avait envisagé. Elle prononce néanmoins une exclusion temporaire d’un an sans traitement. Le Conservatoire explique avoir pris cette décision « dans une démarche d’apaisement, après avoir reçu l’assurance de la part de Jérôme Pernoo de son engagement de changer ses méthodes pédagogiques et de dispenser un enseignement conforme à l’exemplarité exigée au sein d’un établissement d’enseignement. ».
La direction du CNSMDP évoque comme motifs cette exclusion temporaire d’un an le fait que Jérôme Pernoo ait « manqué aux exigences d’exemplarité requises par le conservatoire en tant qu’établissement d’enseignement supérieur [et que ses] méthodes d’enseignement […] perturbent la bonne marche du conservatoire et entravent l’exercice du devoir de protection qui s’impose à ce dernier vis-à-vis de ses élèves. » Selon Le Figaro et Diapason, les méthodes pédagogiques en question seraient d’avoir trop d’emprise, de créer un esprit de famille et donc de concurrence entre les élèves, de faire usage de contrepèteries et de donner des surnoms à ses élèves,.
Plusieurs articles de presse relèvent que le communiqué diffusé le 10 septembre 2021 par le Conservatoire « ne fait aucune mention des accusations de violences sexuelles »,,,, aucune « mention des signalements à l’origine de l’enquête »,.
Hervé Temime et Chirine Heydari-Malayeri, les avocats de Jérôme Pernoo, déclarent qu’ils se félicitent de l’abandon du projet de licenciement pour faute grave mais qu'ils réfutent les « prétendus griefs pédagogiques » et contestent la suspension « par l’introduction de recours hiérarchiques et administratifs »,.
Consécutivement à sa réintégration, plusieurs des élèves de Jérôme Pernoo créent un compte Twitter pour défendre leur professeur auprès d'Émilie Delorme. De même, après sa nouvelle suspension d'un an, plusieurs parents d'élèves de Pernoo écrivent à Roselyne Bachelot, ministre de la Culture, pour lui demander de reconsidérer la sanction,.
Le 24 septembre 2021, l’enquête pénale connaît un nouveau rebond avec la révélation dans la presse du dépôt de deux plaintes pour agressions sexuelles par des victimes présumées, dont un mineur au moment des faits, à l’encontre de Jérôme Pernoo par Le Parisien.
En octobre 2021, interrogée par Le Parisien, la ministre de la Culture, Roselyne Bachelot indiquait « suivre de près » le dossier, précisant : « Les mesures qui s’imposeront seront prises. Il n’est pas question de transiger. La lutte contre ces violences n’est pas négociable. »

### Recours devant le tribunal administratif et suspension de la décision du Conservatoire

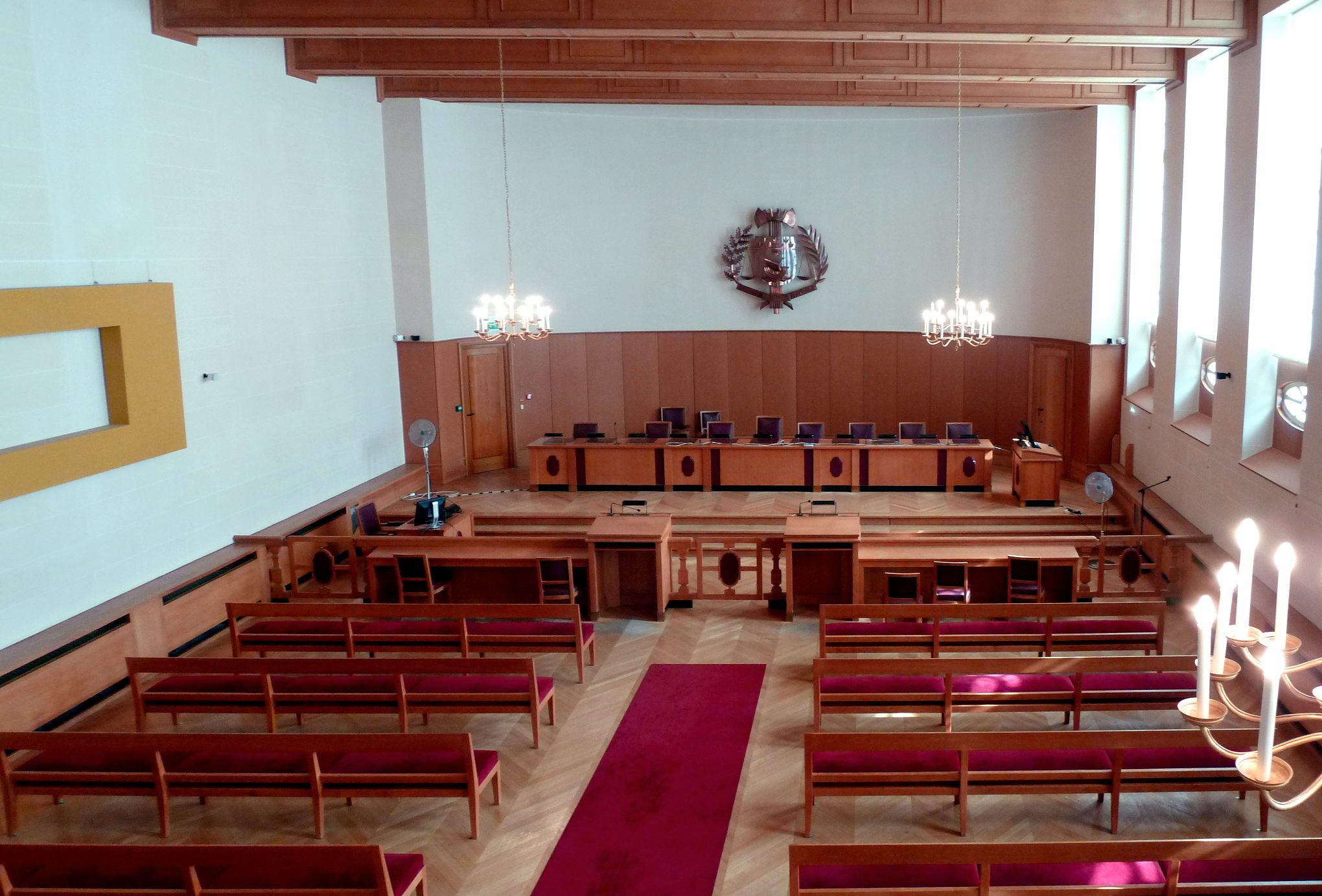
Tribunal administratif de Paris, salle d'audience.

Jérôme Pernoo saisit le tribunal administratif de Paris d'un recours en excès de pouvoir, accompagné d'un référé,. L'audience en référé a lieu le 18 novembre 2021. Le Conservatoire n’a pas été prévenu à temps, à « cause d’une erreur humaine de télétransmission des informations en interne », et n’a donc pas pu faire valoir ses arguments à l’audience. La directrice du CNSMDP ne se rend pas à l’audience, ne s‘y fait pas représenter et ne produit pas de mémoire en défense,.
Le 7 décembre 2021, le juge des référés donne raison à Jérôme Pernoo contre la décision d’exclusion temporaire d’un an prise par le Conservatoire et ordonne la suspension de l’exécution de la décision du 7 septembre 2021,.
Le juge retient comme établis quatre faits qu’il qualifie de fautes pouvant être considérées comme « graves » et méritant sanction (des contacts physiques réguliers avec ses élèves qui outrepassent les gestes nécessaires à l’apprentissage du violoncelle, tels que notamment bises et accolades fréquentes, de nombreux propos à connotation sexuelle sous forme de contrepèteries, emploi de surnoms et rapports de proximité avec les élèves allant au-delà du devoir d’exemplarité qui incombe à tout enseignant), mais pointe le « caractère disproportionné [de la sanction] par rapport à la nature des fautes commises. » Il exige la suspension de la sanction jusqu’à l’audience au fond. Il pointe également « le manque d’impartialité de l’enquête administrative [et] l’irrégularité de la composition du conseil de discipline et de la procédure suivie devant cette instance consultative ». Il condamne aussi le Conservatoire national supérieur de musique et de danse de Paris à verser la somme de 2 000 € à Jérôme Pernoo, au titre des frais qu’il a exposé pour se défendre, comme prévu par la loi.

### Annulation de la suspension d'un an, nouvelle enquête et nouvelle suspension
La direction du CNSMDP envisage d'abord de déposer un recours contre ce jugement, puis s'y conforme, et retire la sanction d’exclusion temporaire d'un an, mettant fin à l’action juridictionnelle engagée par Jérôme Pernoo contre cette sanction disciplinaire prononcée par le Conservatoire. La direction décide ensuite de suspendre à titre conservatoire Jérôme Pernoo pour une durée maximale de quatre mois afin de réaliser une seconde enquête interne, confiée à une « autre structure que celle ayant réalisé la précédente ».
Les avocats de M. Pernoo remettent en cause cette décision,.
Plusieurs élèves, parents d'élèves et d'autres soutiens du musicien, font savoir à la presse qu'ils contestent cette décision et écrivent à nouveau à la ministre de la Culture Roselyne Bachelot,,. D'après Peggy Sastre dans Le Point, la décision « suscite de nombreuses critiques, en interne et dans le monde de la musique, où de nombreux soutiens au professeur continuent de se manifester », évoquant une « guerre d'usure » et une « chasse à l'homme ».

### Licenciement et contestation ultérieure
À l’issue de la seconde enquête administrative, qui s’est déroulée entre décembre 2021 et février 2022, au cours de laquelle une cinquantaine de personnes ont été interrogées, le rapport disciplinaire fait apparaître « des manquements graves de monsieur Pernoo à ses obligations de dignité et d’exemplarité dans ses relations avec les étudiants. » Sur la base de ce rapport, le Conservatoire décide de le licencier le 11 mai.
Jérôme Pernoo forme un recours en référé contre cette décision. Lors de l’audience le 17 juin 2022, un certain nombre de témoignages de victimes de Jérôme Pernoo sont lus à l’audience et relatés par Le Parisien, qui « dénoncent les méthodes et l’attitude de celui qui a été leur professeur de violoncelle. » Ces témoignages font notamment état de « "bisous dans le cou", "câlins" inappropriés, "humiliations" en public, contrepèteries ou surnoms à connotation sexuelle, intrusion dans la vie privée des élèves… » Jérôme Pernoo se défend en indiquant notamment : « Mes accusateurs ? Il s’agit de 4 ou 5 personnes sur les 80 témoignages d’élèves. »
Dans une décision provisoire rendue le 22 juin 2022, le juge des référés du tribunal administratif de Paris suspend la décision de licenciement, estimant qu’elle constitue une mesure au « caractère disproportionné […] de nature à créer un doute sérieux quant à la légalité de la décision » du Conservatoire national supérieur de musique et de danse de Paris.
L'affaire n’est toutefois pas terminée et le juge appelle à ce que la légalité du licenciement en lui-même soit tranchée au plus vite, lors du débat au fond.
Parallèlement, le parquet de Paris confirme fin juin au Parisien que l’enquête pénale est toujours en cours.
Le 2 novembre 2022, une décision du tribunal administratif confirme le licenciement de Jérôme Pernoo.

### Procès
Le 7 décembre 2022, Jérôme Pernoo est placé en garde à vue puis, deux jours après, présenté devant le procureur de la République. Il lui est remis une convocation pour un procès devant le tribunal correctionnel pour « des faits d'agression sexuelle sur mineur à l'égard d'une victime et de harcèlement sexuel à l'égard de deux victimes. » Dans l'attente de cette audience, Jérôme Pernoo est placé sous contrôle judiciaire.
Le 26 septembre 2023, Jérôme Pernoo est reconnu coupable d’agression sexuelle sur mineur de 14 ans et condamné à un an de prison avec sursis par le tribunal correctionnel de Paris, ainsi qu'à une inscription au Fichier des auteurs d'infractions sexuelles et une interdiction d'enseigner à des mineurs pendant dix ans.